# کشتی‌شکسته روی ماه
کشتی‌شکسته روی ماه (کره‌ای: 김씨 표류기 Kimssi Pyoryugi) نام فیلمی به نویسندگی و کارگردانی لی هه-جون، محصول سال ۲۰۰۹ کره جنوبی و در ژانر کمدی رمانتیک است.
این فیلم روایت‌گر رابطهٔ غیرعادی دختری هیکی‌کوموری با مردی جوان است که پس از یک خودکشی ناموفق در جزیره‌ای در رود هان گیر افتاده و نمی‌تواند به شهر بازگردد.
این فیلم توانست جوایزی از جشنواره‌های مختلف از جمله جشنواره بین‌المللی فیلم هاوایی به دست‌آورد.

## داستان
آقای کیم (جونگ جه یونگ) که تا خرخره در قرض است، تصمیم به پریدن از بالای پلی روی رودخانهٔ هان می‌گیرد. سپس، وقتی دوباره چشمانش را باز می‌کند، خود را در انبوهی از شاخ و برگ در کنار ساحلی مواج می‌یابد و ابتدا گمان می‌کند وارد بهشت شده؛ اما خیلی زود، با دیدن ساختمان‌های بلند شهر و حتی پلی که چندی قبل از روی آن پریده‌بود، متوجه اشتباهش می‌شود و تلاش می‌کند به گونه‌ای از جزیره خارج شود. اما به دلیل دوری او از مناطق مسکونی شهر و ناتوانی در شنا، او خیلی زود از این کار دست می‌کشد. او کم‌کم پی می‌برد که شاید زندگی به دور از هیاهو و تجمل شهر، چندان بد هم نیست و شاید گیر افتادن او در جزیره موهبتی الهی است. به همین دلیل او امیدوارانه دست به کاشت دانه‌های گیاهان می‌زند و زندگی نویی را در جزیره آغاز می‌کند.
در ادامه، با دختر جوانی (که او نیز کیم نام دارد) روبه‌رو می‌شویم که مدت‌هاست خود را در اتاقی کوچک زندانی کرده و هرگاه به چیزی از جهان بیرون نیاز دارد، با پیامک آن را از مادرش درخواست می‌کند. او برنامهٔ منظمی برای گذراندن وقتش در طی روز دارد و هر روز در زمانی خاص کارهای کاملاً تکراری انجام می‌دهد و بیش‌تر وقت روز را به کار با رایانه می‌گذراند. سرگرمی او عکس گرفتن از ماه با دوربین عکاسی همراه با عدسی بزرگ‌نما است که هر شب در یک ساعت معین انجام می‌دهد.
مانوری در کره جنوبی برای آمادگی در برابر حملهٔ احتمالی کره شمالی وجود دارد که هر شش ماه یک بار در سراسر این کشور انجام می‌شود و مردم، همگی برای مدتی به پناهگاه‌ها می‌روند. سرگرمی دیگر خانم کیم عکس گرفتن از شهر در هنگام این مانور است؛ وقتی که شهر کاملاً ساکت و بی‌هیاهوست. در طی یکی از همین مانورها، خانم کیم که سرگرم عکس گرفتن از شهر بود، ناگهان با کلمهٔ "کمک" بر روی ماسههای ساحل یکی از جزیره‌های رود هان برخورد می‌کند و پس از اندکی، او آقای کیم را بر روی جزیره می‌یابد.
همان شب، خانم کیم تصمیم می‌گیرد که به گونه‌ای با آقای کیم که او را "آدم فضایی" می‌نامد رابطه برقرار کند؛ روی یک کاغذ کلمهٔ "سلام" را می‌نویسد، آن را در یک بطری می‌گذارد و مخفیانه، در شب، بطری را به رودخانه می‌اندازد. از آن پس هر روز ساحل آن جزیره را زیر از اتاقش زیر نظر می‌گیرد تا اینکه بیش از سه ماه و نیم بعد، متوجه می‌شود که "آدم فضایی"اش پیام را دریافت کرده و پاسخ را روی ماسه‌ها نوشته‌است. این رابطه به همین گونه ادامه می‌یابد تا این‌که یک روز، طوفان شهر را در بر می‌گیرد و اندک داشته‌های آقای کیم را نیز نابود می‌کند.
یک روز پس از وقوع طوفان، گروهی از مامورین که به جزیره آمده‌بودند، ناگهان با آقای کیم برخورد می‌کنند و به او هشدار می‌دهند که این جزیره حفاظت‌شده است و او باید فوراً آن را ترک کند. اما آقای کیم که به زندگی در جزیره عادت کرده و همچنین منتظر نامه‌ای دیگر از خانم کیم است، از این کار سر باز می‌زند ولی در پایان، مامورین او را به زور از جزیره خارج می‌کنند. خانم کیم که با دوربینش همه چیز را می‌بیند، بالاخره به ترس خود غلبه می‌کند و سراسیمه به بیرون می‌دود و وقتی آقای کیم را می‌یابد که او وارد اتوبوس شده و اتوبوس در آستانهٔ حرکت است. او کم‌کم از دویدن دست می‌کشد ولی ناگهان صدای آژیر که نشانهٔ یک مانور تمرینی دیگر است، دوباره به او امید می‌دهد و در انتها او با آقای کیم در اتوبوس دیدار می‌کند.